# Manuel Wieser
Manuel Wieser (Hall in Tirol, 1º gennaio 1990) è un ex sciatore alpino austriaco.

## Biografia

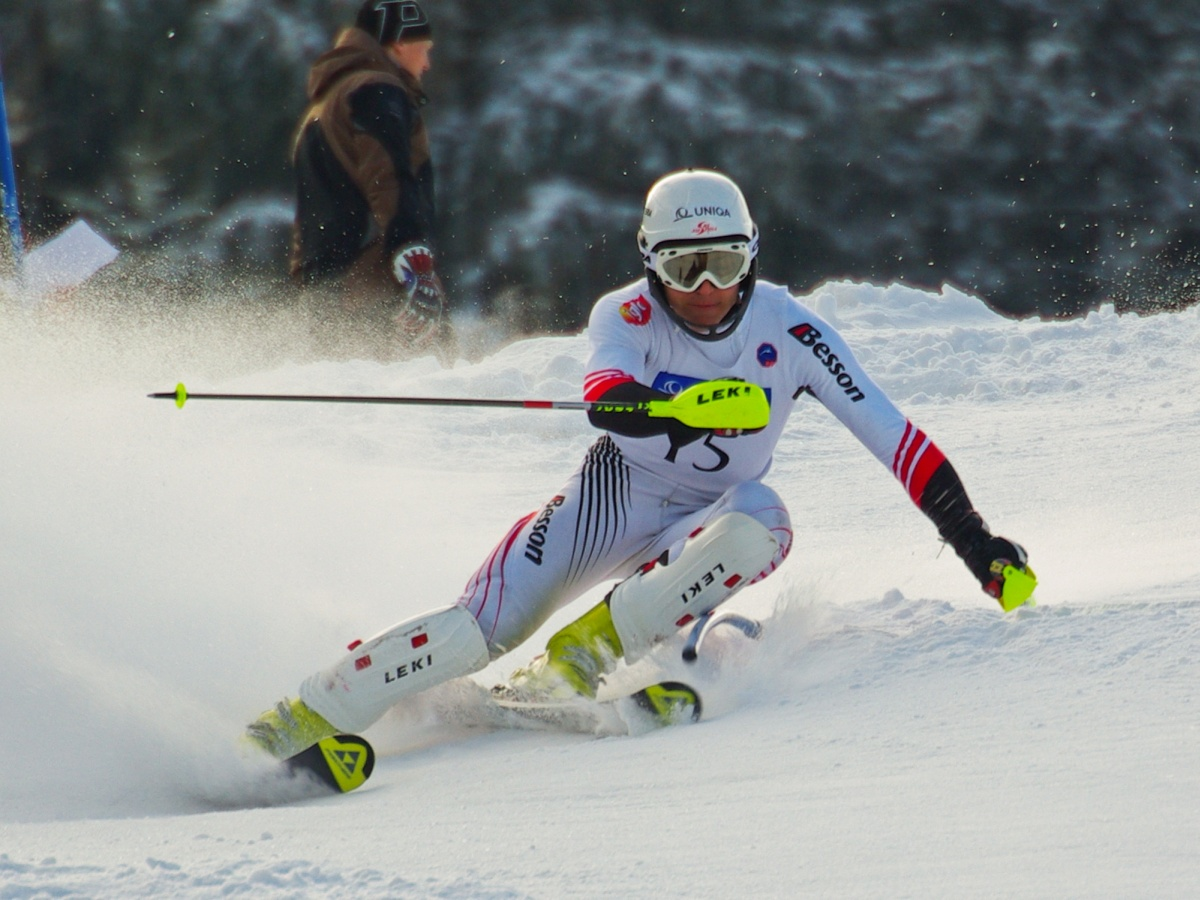
Manuel Wieser in gara ai Campionati austriaci juniores 2008

Attivo in gare FIS dal dicembre del 2005, in Coppa Europa Wieser esordì il 7 gennaio 2008 a Nauders in slalom speciale, senza completare la prova, e conquistò il primo podio il 24 febbraio 2011 sul tracciato di Sarentino, giungendo 3º in supercombinata alle spalle del connazionale Bernhard Graf e dell'italiano Hagen Patscheider. Debuttò in Coppa del Mondo due giorni dopo, il 26 febbraio, partecipando alla supercombinata tenutasi a Bansko senza concludere la seconda manche. Complessivamente in carriera fu cinque volte al cancelletto di partenza nel massimo circuito internazionale (l'ultima il 17 novembre 2013 a Levi in slalom speciale), senza mai concludere alcuna prova.
Il 15 dicembre 2012 colse a San Vigilio in slalom parallelo il suo ultimo podio in Coppa Europa (2º). Si ritirò al termine della stagione 2014-2015 e la sua ultima gara fu lo slalom speciale dei Campionati austriaci 2015, il 24 marzo a Spital am Pyhrn, chiuso da Wieser al 6º posto; in carriera non prese parte né a rassegne olimpiche né iridate.

## Palmarès

### Coppa Europa
- Miglior piazzamento in classifica generale: 32º nel 2012
- 3 podi:
  - 2 secondi posti
  - 1 terzo posto

### Campionati austriaci juniores
- 2 medaglie[1]:
  - 2 argenti (super gigante, slalom gigante nel 2007)